# Poecilopsis confusa
Poecilopsis confusa là một loài bướm đêm trong họ Geometridae.